# Cernațke, Seredîna-Buda
Cernațke (în ucraineană Чернацьке) este o comună în raionul Seredîna-Buda, regiunea Sumî, Ucraina, formată numai din satul de reședință.

## Demografie
Componența lingvistică a comunei Cernațke
     Rusă (69,54%)
     Ucraineană (30,21%)
     Alte limbi (0,12%)
Conform recensământului din 2001, majoritatea populației comunei Cernațke era vorbitoare de rusă (69,54%), existând în minoritate și vorbitori de ucraineană (30,21%).